# 水輪發電機

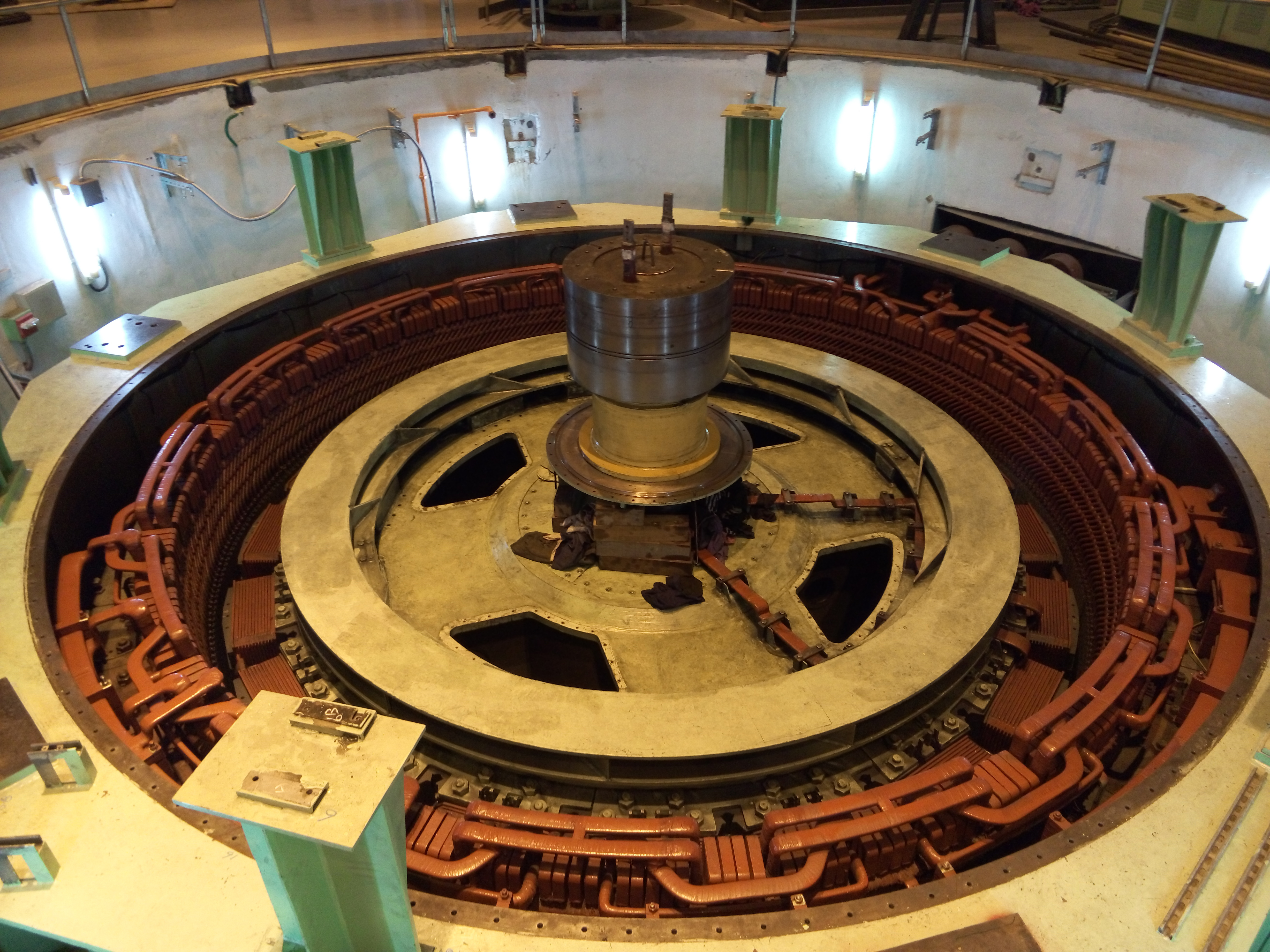
臺灣台電東部發電廠碧海機組豎軸佩爾頓式水輪發電機，發電機上机架移除後，可看見發電機中央的軸承、轉子，以及外圍的定子

水輪發電機又稱為水車發電機，為一種利用水輪機轉動帶動發電機轉子轉動而產生電力的一種發電機組。

## 介紹
水輪發電機通常會利用不同形式的水輪機與不同形式的發電機組成水輪發電機組，而水輪發電機的發電原理是透過水輪機內的動輪連結軸承到發電機的轉子上，再利用水自高處向低處水輪機沖下的位能轉換成動能來帶動動輪與發電機軸承上的轉子旋轉，轉子上的線圈在磁鐵的兩極間轉動。當線圈轉動時，轉子上的線圈與定子上的磁鐵發生磁場改變，以切線互相做功，因此產生感應電流，是運用「電磁感應」原理將動力所作的功利用切線方向的磁場轉換成電能的電力生產裝置。

## 構造

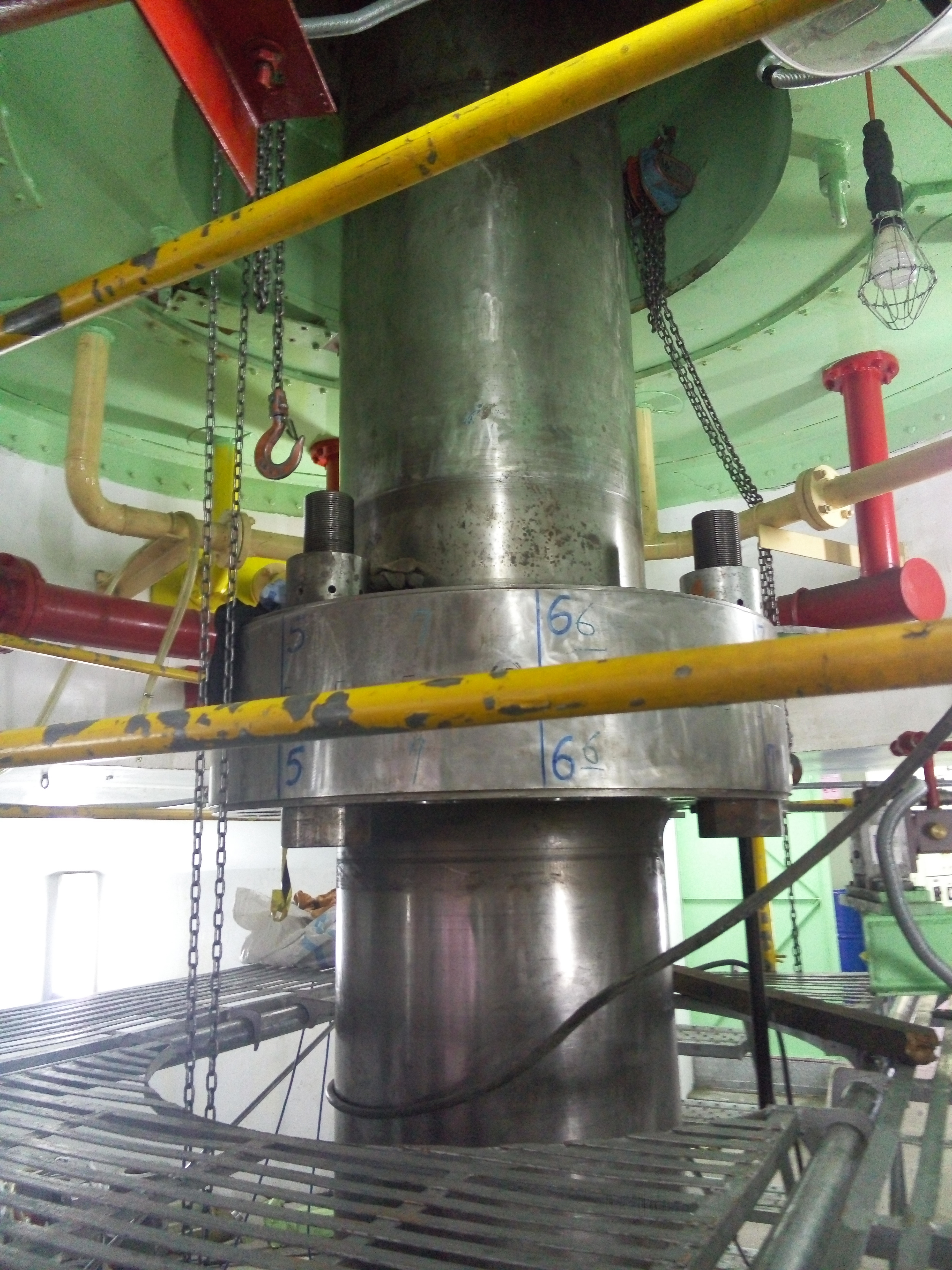
水車軸與發電機軸之間連結的中間軸，上部即為發電機，下部即為水輪機，東部發電廠碧海機組豎軸佩爾頓式水輪發電機。
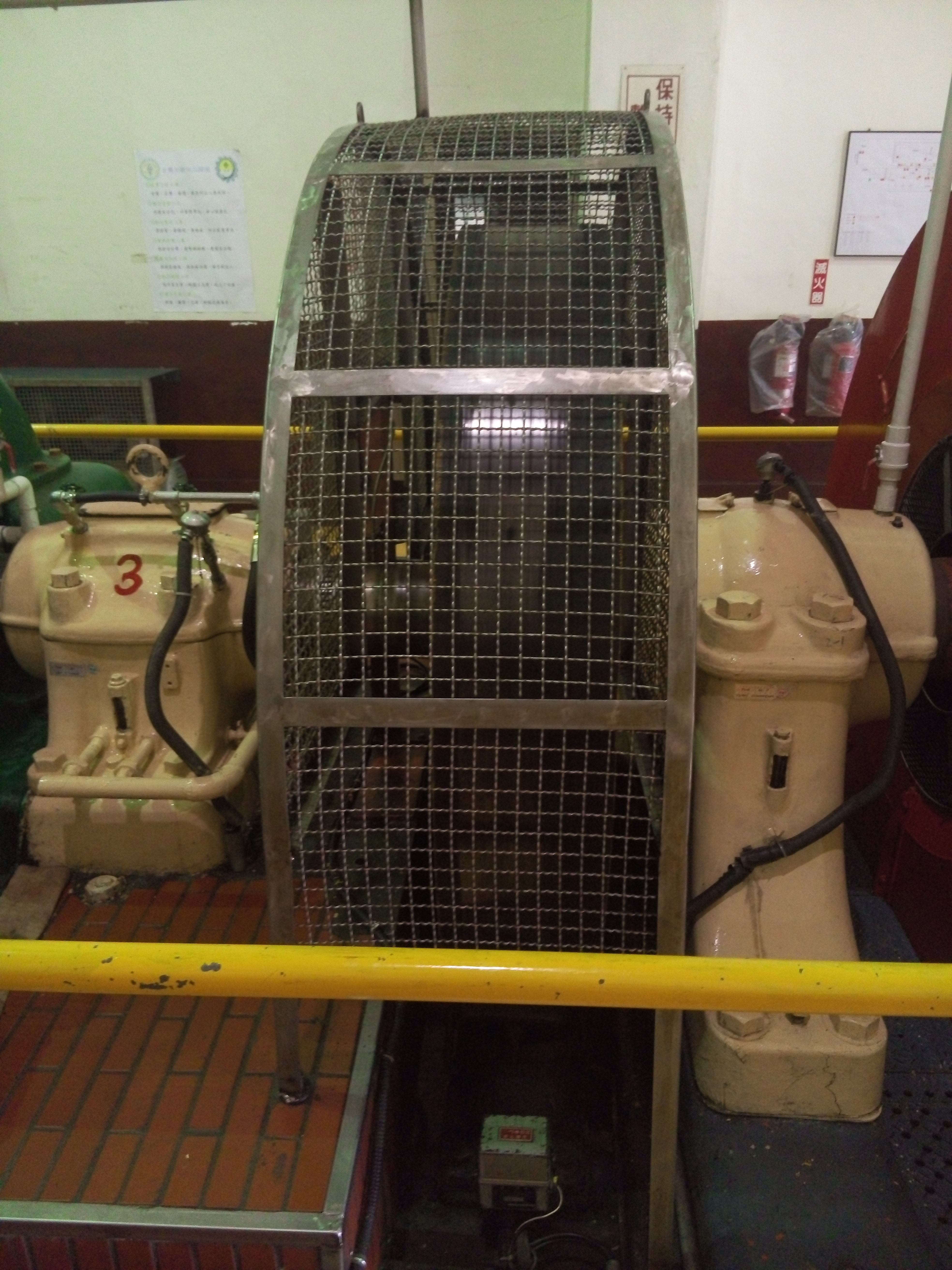
飛輪，由於發電機運轉時，飛輪會隨軸承高速轉動，因此會加上柵欄防止異物入侵，東部發電廠清水機組橫軸佩爾頓式水輪發電機3號機。

通常水輪發電機組會由水輪機、軸承、飛輪、調速機、空氣冷卻系統、發電機所組成，發電機所製造出的電力，會透過集電環蒐集，經過主變壓器的變壓後，進入到開關廠，最後便進入到供電系統中的輸電線路。

## 類型
水輪發電機組透過發電機與水輪機之間不同的位置配置也有不同的形式，依軸承的位置可分為豎軸式水輪發電機，又稱為立式水輪發電機，另一種則是橫軸式水輪發電機，又稱為臥式水輪發電機。還有貫流式水輪發電機。
而依水輪機形式的不同，可再以水輪機的名稱做分類衍生。如，法蘭西斯式水輪發電機，即為法蘭西斯式水輪機與發電機進行搭配，再以軸承細分即有橫軸法蘭西斯式水輪機或是豎軸法蘭西斯式水輪機，其他如豎軸卡布蘭式水輪發電機，橫軸佩爾頓式水輪發電機等等皆是以此種方式分門別類。發電機部分，大多都會採用回轉磁場三相交流同步發電機的類型。

### 豎軸式水輪發電機

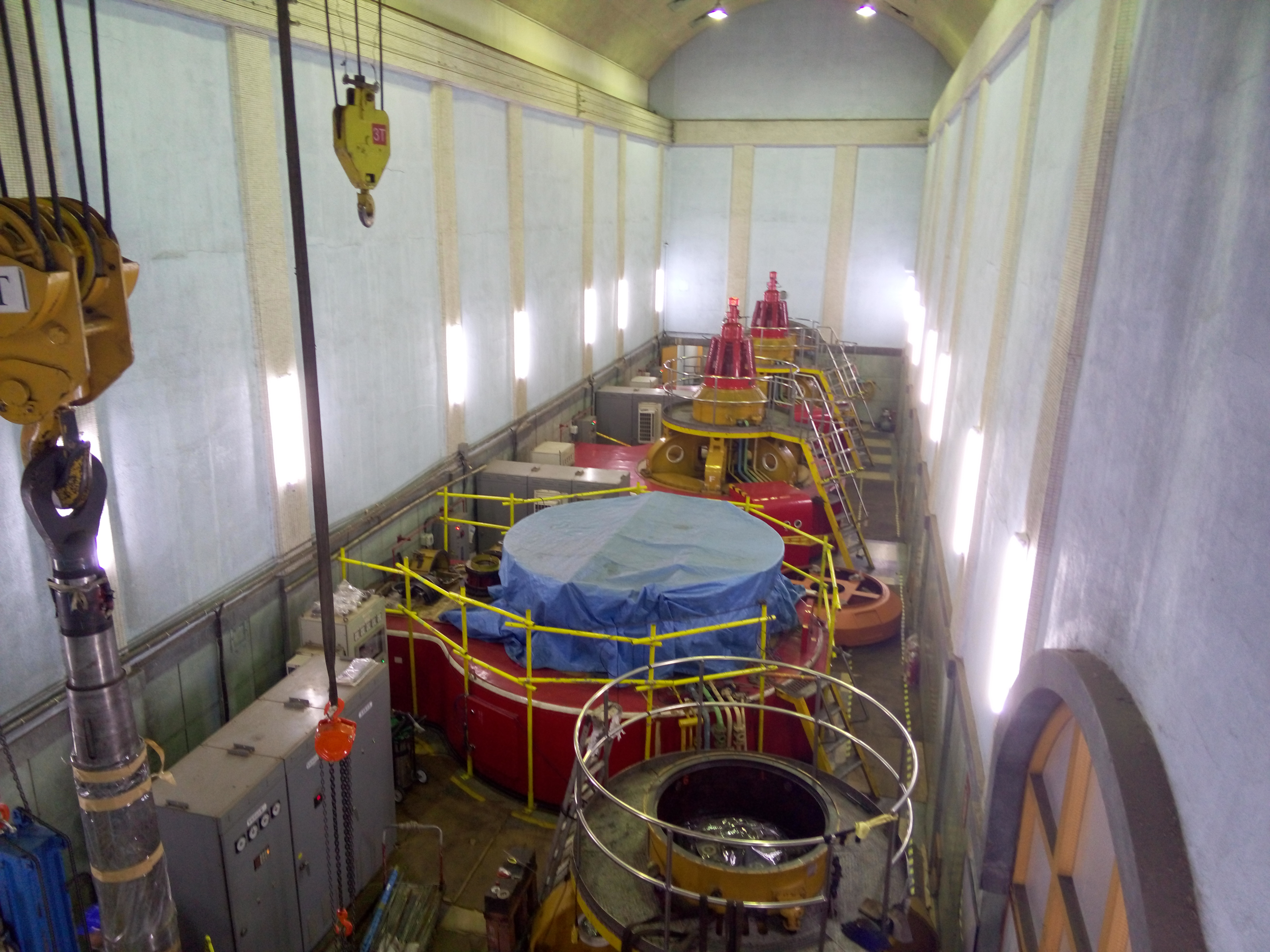
豎軸式水輪發電機的發電機部分，其水輪機部分則在該層的下方。東部發電廠銅門機組的豎軸法蘭西斯式水輪發電機

豎軸式水輪發電機其軸承為直立式的，水輪機會布置在發電機的下方，然後兩部裝置都會有軸承，分為水車軸與發電機軸，再利用兩部裝置軸承之間的中間軸將兩部裝置相互連結，即可透過水輪機帶動發電機。通常，豎軸式水輪發電機所應用的水頭環境較高，流量較大，其輸出的功率也比橫軸式機組較高。而豎軸機組也因為其機組配置，因此通常豎軸水輪發電機所安裝的廠房構造上都為縱深形式。

### 橫軸式水輪發電機

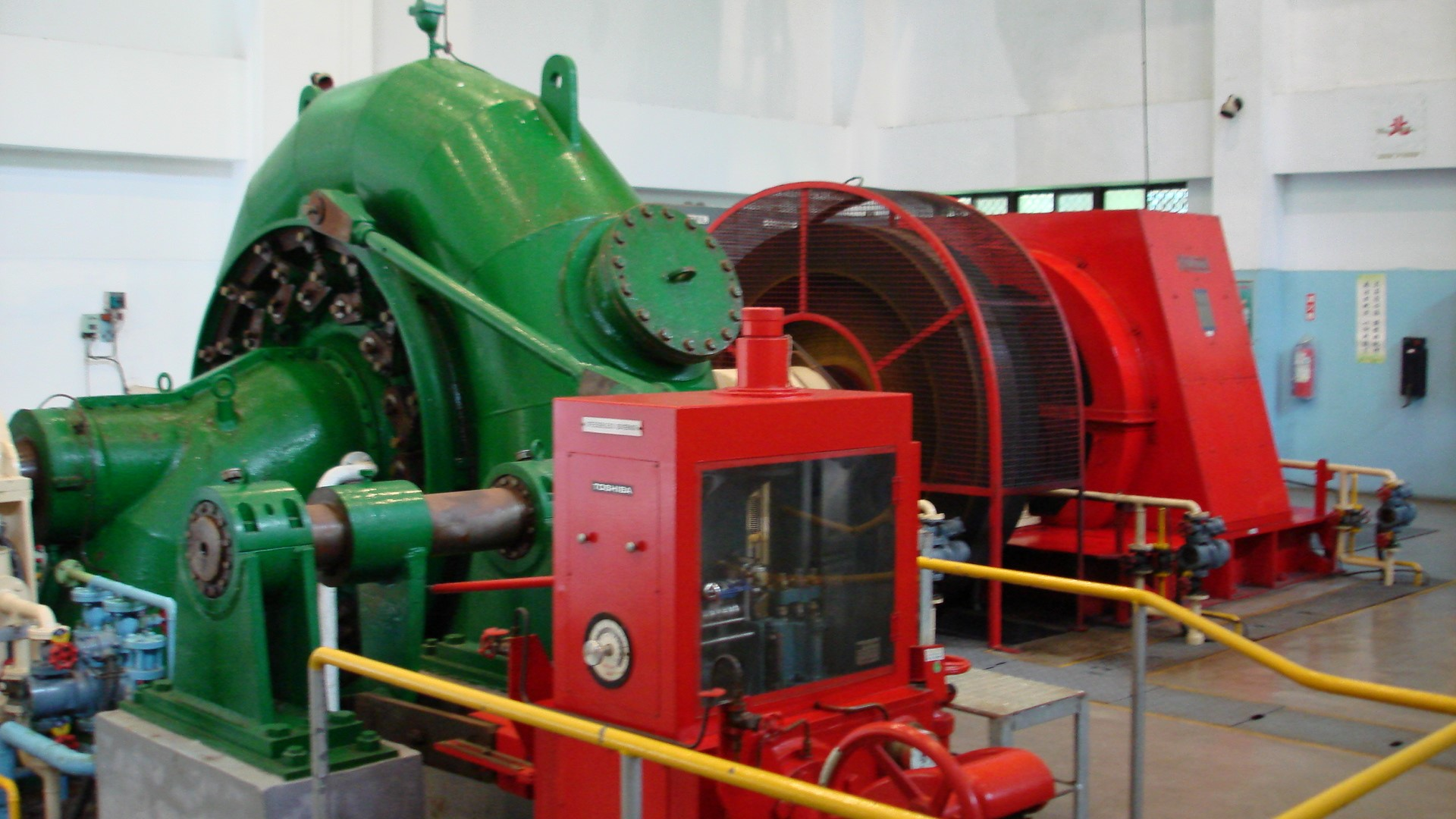
典型的橫軸水輪發電機組，形式為橫軸法蘭西斯式，裝設在東部發電廠清流機組中，並可看到從圖左至圖右分別是綠色水輪機蝸殼，飛輪柵欄，發電機，前方紅色方型裝置為水輪機導葉調整的油壓伺服機。

橫軸式水輪發電機其軸承為橫躺式的，水輪機與發電機相互平行放置，其軸承也是區分為水車軸與發電機軸，而橫軸式水輪發電機較豎軸機組不同之處在於由於橫軸機組為臥式，會受到地心引力慣性影響，因此在水輪機與發電機之間還需要有飛輪的設計，來控制軸承旋轉以避免失控。

### 貫流式水輪發電機

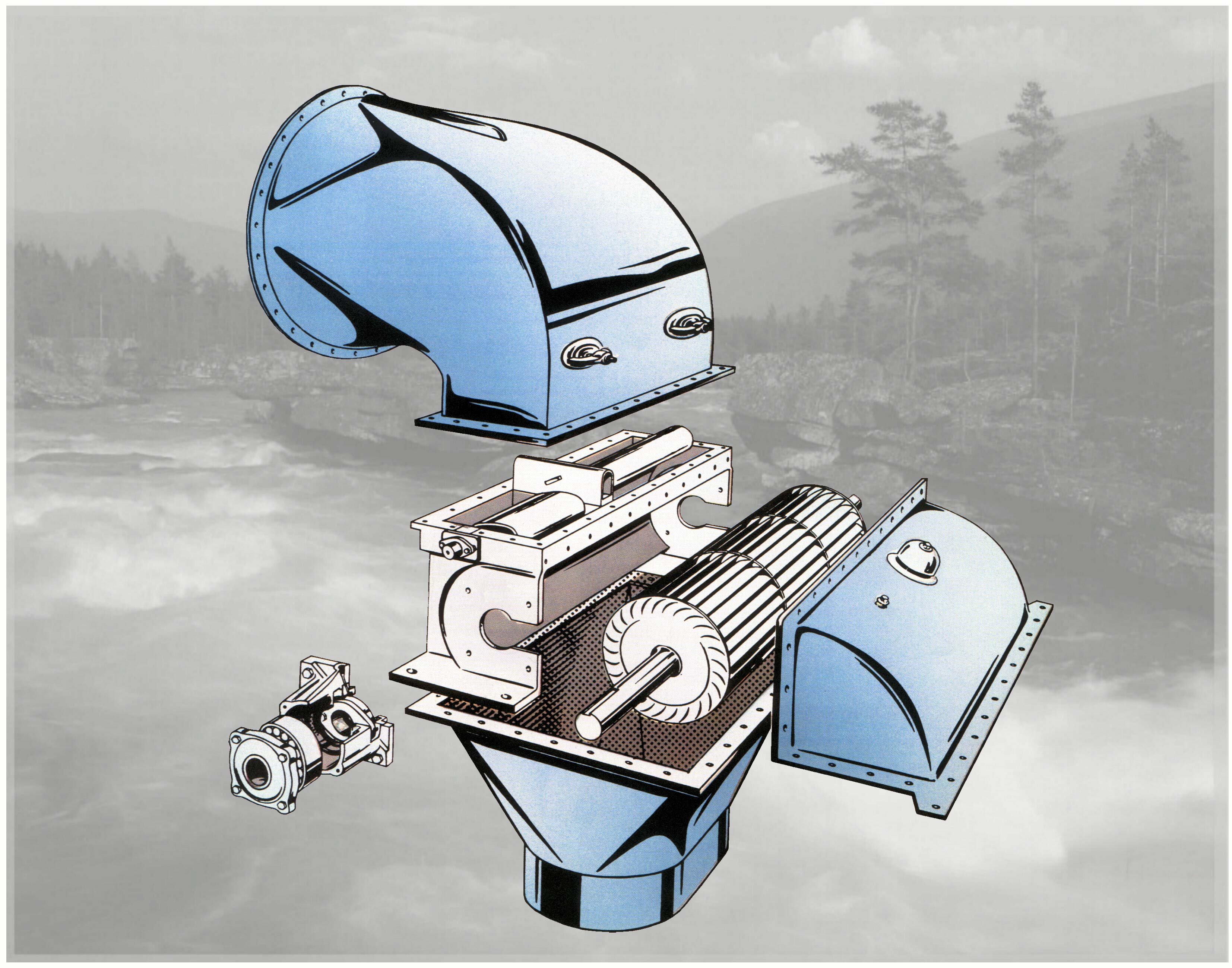
奧斯伯杰式水輪機示意圖

貫流式水輪發電機其主要由貫流式水輪機（又稱為橫流式水輪機或是奧斯伯杰式水輪機）來驅動發電機。貫流式水輪機是一種帶有固定或可調動輪葉片的特殊軸流式水輪機型式。這種水輪機主要特徵是動輪軸線採取水平或傾斜配置,並與水輪機入水處與尾水出口水流方向皆為一致。貫流式水輪發電機具有結構緊湊,重量輕的特色，這種形式的水輪機大多廣泛應用於低水頭高度的水力發電廠。

## 實際應用

### 水力發電
現今世界上各大水力發電廠多數皆利用水輪發電機來進行電力生產，目前是上最大的慣常式水力發電廠中國長江三峽大壩即在其發電廠內裝設了32部的水輪發電機組，總裝置容量高達225,00MW。
水力發電廠中，會透過水力發電公式來計算預計裝設水輪發電機的環境適合哪一種類型的水輪發電機：
設水頭高度為H公尺，流量為每秒Q立方公尺，功率為KW。該環境下，水向下衝擊時所能夠輸出的功率就是{\displaystyle P=9.8\times Q\times H\times \eta _{g}\times \eta _{t}}。
- Q：水的流率（立方公尺/每秒）[4]
- H：水頭高度（公尺）[4]
- η：整體效率[4]
- ηg：發電機效率[4]
- ηt：水輪機效率[4]

### 水輪機類型的選擇
由於各個安裝水輪發電機的站點其水頭高度，水流量等因素均不相同。為了能夠讓水輪發電機的運轉效率來到最高，以及達到水輪機強度的上限與發生氣穴現象的上限，因此各個水力發電廠在興建之前都會針對其先天環境上，所能提供的水頭高度以及能夠使用的水流量進行計算。一般狀況下，佩爾頓式水輪發電機理論水頭高度為49—5,905英尺（14.9—1,799.8），流量極小也能運轉，因此該型的水輪發電機不論流量多寡，多半都會安裝在高水頭的發電環境中，發電效率最高達200MW。法蘭西斯式水輪發電機理論水頭高度為130—2,000英尺（39.6—609.6）為最常見的水輪機應用類型，發電效率最高達800MW。卡布蘭式水輪發電機的理論水頭高度為9.9—295.2英尺（3.0—90.0），並且需要流量極大的環境，因此該型的水輪發電機大多都安裝於高流量，低水頭的發電廠中，最高發電效率可達400MW。貫流式水輪發電機組則大多都安裝低於82英尺（25.0）以下的發電廠環境中。

## 資料來源
1. ↑  . Energy Efficiency.   [2016-01-28]. （原始内容存档于2017-11-11） （中文（香港））.
2. ↑  . 台灣電力公司.   [2016-01-28]. （原始内容存档于2014-02-01） （中文（臺灣））.
3. 1 2 3 4  . Coccad. 2014-03-11  [2016-01-28]. （原始内容存档于2019-04-02） （中文（臺灣））.
4. 1 2 3 4 5 6 7 8  陳逸恩、黃韋杰、賴建為.  (PDF). 中學生網站.   [2016-01-28]. （原始内容存档 (PDF)于2019-04-02） （中文（臺灣））.
5. ↑  . 中華太陽能聯誼會.   [2016-01-28]. （原始内容存档于2016-03-05） （中文（臺灣））.
6. ↑  馮丁樹.  (PDF). 國立臺灣大學生物產業機電工程系.   [2016-01-28]. （原始内容 (PDF)存档于2016-03-04） （中文（臺灣））.
7. ↑  . 新華網. 2003-05-31  [2016-01-28]. （原始内容存档于2016-02-01） （中文（臺灣））.
8. ↑  . 浙江水利水电专科学校.   [2016-01-28]. （原始内容存档于2017-05-15） （中文（中国大陆））.
9. 1 2 3  逢丁樹.  (PDF). 國立臺灣大學.   [2016-01-28]. （原始内容 (PDF)存档于2016-02-07） （中文（臺灣））.
10. ↑  梁章堂、胡斌超. . 免費論文下載中心. 2006-02-14  [2016-01-28]. （原始内容存档于2016-02-02） （中文（中国大陆））.